# 京津冀煤改气
京津冀“煤改气”是指中国中央政府和京津冀三地政府通过推进各项市政工程，最终以天然气取代煤炭的能源政策。由于三地同处京津冀城市群，经济、政治关系紧密，通常将三地政策合并描述。

## 背景
自2000年代以来，中国一直处于天然气紧缺状态，但推行煤改气一直是中国中央政府既定的能源政策。同时，包括首都北京在内的北方地区一直处于严重的空气污染之中，冬季雾霾严重。京津冀春夏秋三季PM2.5的主要来源来工业企业。在冬季，散煤燃烧同成为主要污染源之一。企业生产和居民冬季取暖需使用散煤燃烧。

## 进程

### 北京市
北京市自2009年推行煤改气。
2017年4月6日，北京市燃气集团召开“决胜2017煤改气行动”誓师动员大会，全面启动北京市2017年煤改气工作。此次煤改气工程量为历年平均的五倍以上，被认为是北京市历史上最大规模的煤改气工程。整个工程预计5月全面施工，9月完成实体工程，10月中旬通气。要求在2017年冬采暖季之前，丰台区、通州区、大兴区、房山区的农村地区实现无煤化。六环以内，在2017年底之前全部取消燃煤锅炉。

### 河北省
河北省农村地区80%的散煤燃烧用于冬季取暖。《京津冀大气污染防治强化措施（2016—2017年）》，将与北京市接壤的保定市、廊坊市下辖的十八个县级行政区为禁煤区，而河北省与北京市交接地区本就处于环首都贫困带。河北省将在2017年10月前，完成保定市、廊坊市的禁煤区建设。而河北省颁布的《河北省农村散煤治理专项实施方案》，预计在2020年前，在农村地区禁止散煤燃烧。

## 批评与争议
中国学者席菁华认为，对于这一政策，除全国煤改气政策本身三方面的质疑外。有认为在无政府补贴的情况下，河北农村地区居民的收入无法负担煤改气后冬季采暖费用。2017年进入供暖季，在天然气价格不断上涨和严禁燃煤之下，京津冀地区与山西、山东、河南等地一起陷入供暖危机。

## 备注
1. ↑  席菁华文章原文：北京“煤改气”至今已推行七年。
2. ↑  席菁华文章提及的三点质疑：1.经济性争议，2.气源保障难题，3.治霾效果存疑。